# Список умерших в 1320 году

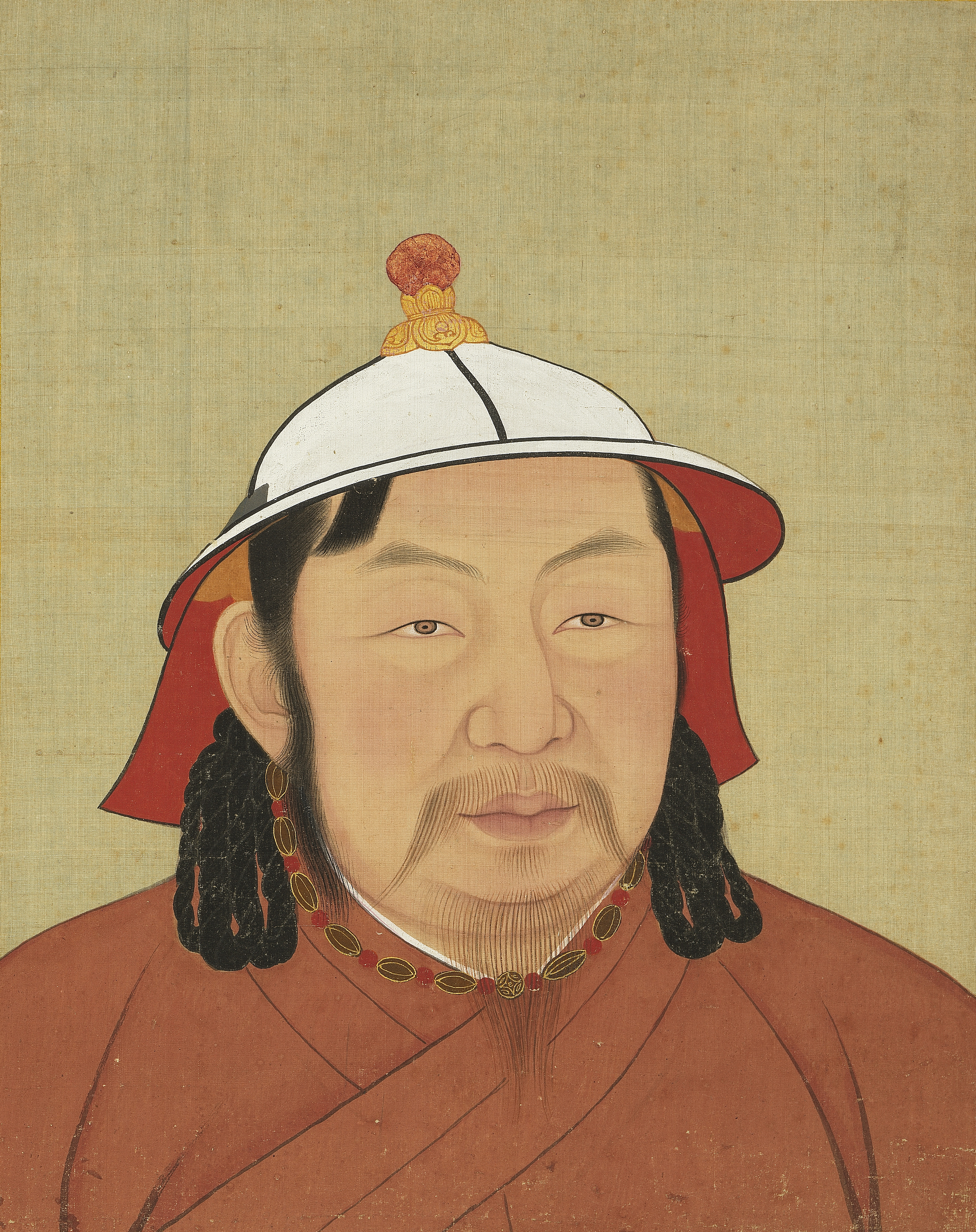
Аюрбарибада

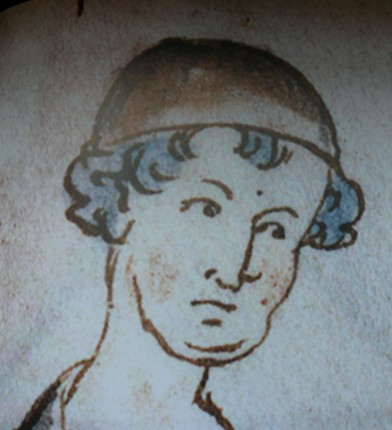
Петер фон Аспельт

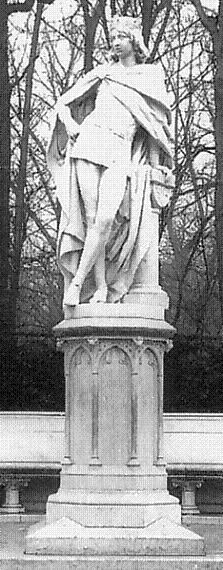
Генрих II Дитя

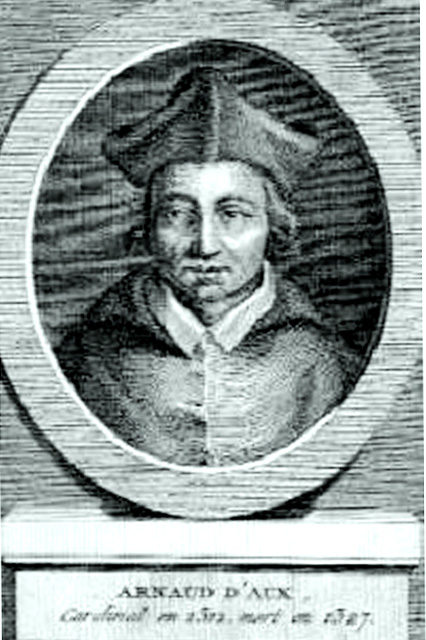
Арно д' О

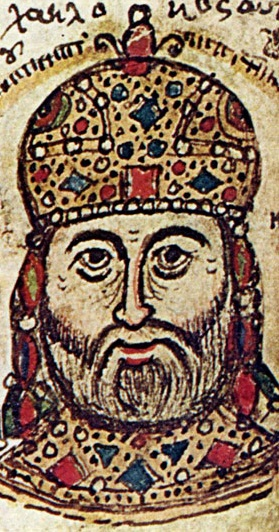
Михаил IX Палеолог

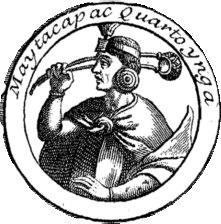
Майта Капак

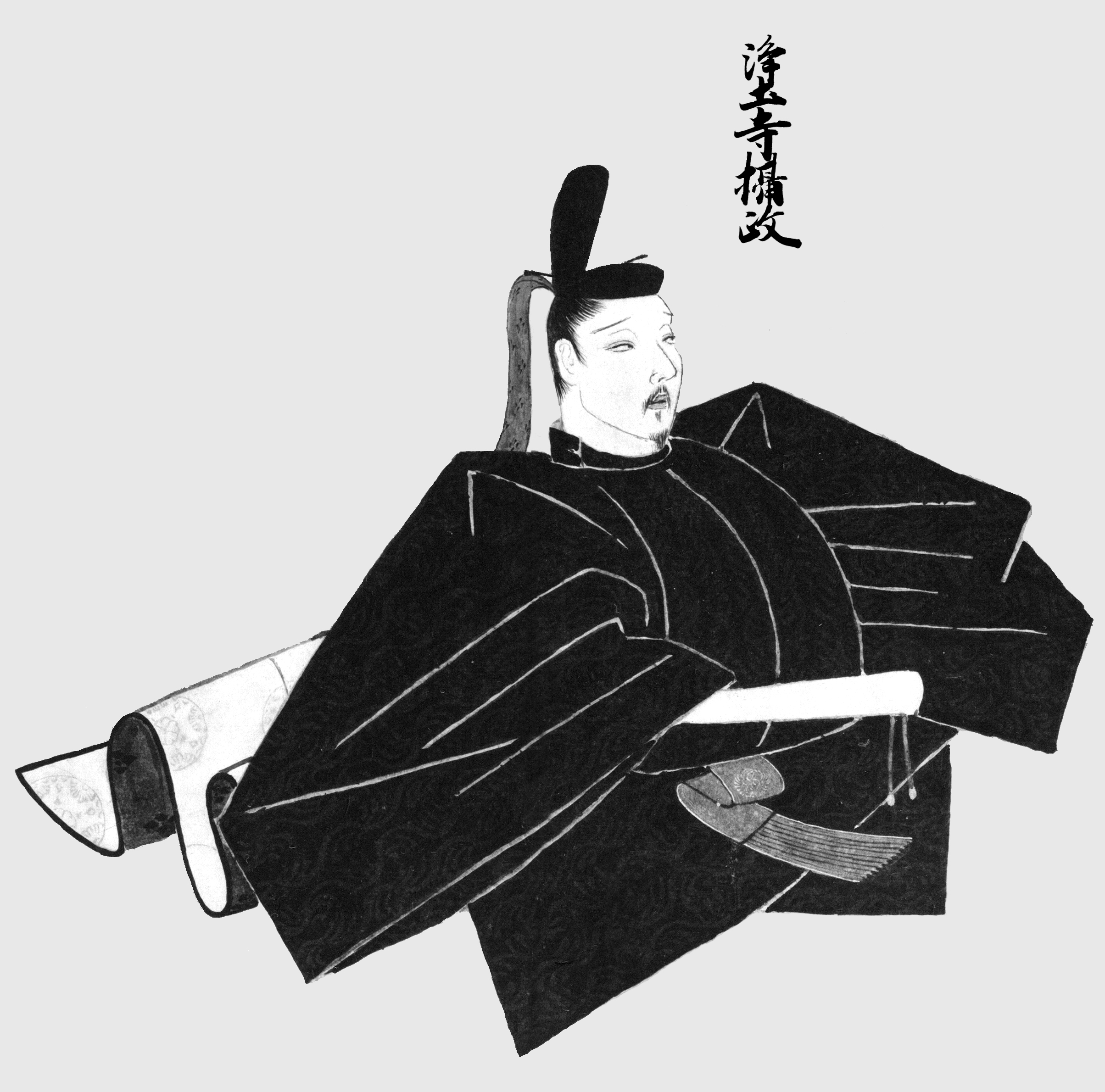
Кудзё Моронори

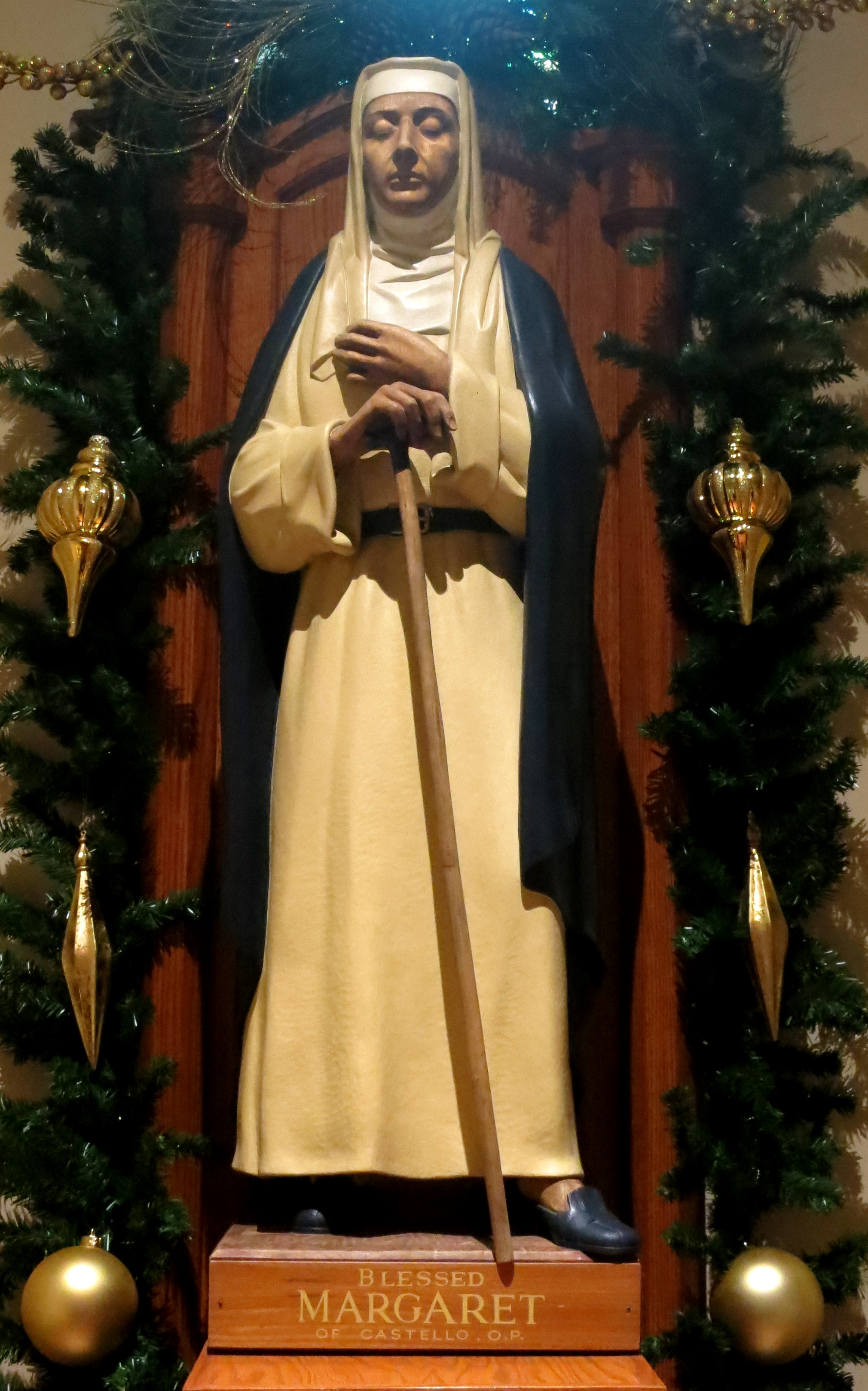
Маргарита из Кастелло

В этой статье представлен список известных людей, умерших в 1320 году.
См. также: Категория:Умершие в 1320 году

## Январь
- 12 января — Джон Дэлдерби[англ.] — епископ Линкольна (1300—1320)
- 21 января — Арни Хелгасон[англ.] — епископ Скаульхольта (1304—1320)

## Февраль
- 7 февраля — Ян Муската[англ.] — епископ Кракова (1294—1320).
- 13 февраля — Улу Ориф Чалаби (47), поэт и суфий, глава суфийского ордена мевлеви, комментатор и распространитель идей своего деда Джалаладдина Руми.

## Март
- 1 марта — Аюрбарибада (35) — хаган (каан) Монгольской империи, император Китая из династии Юань (1311—1320)
- 21 марта — Вернер фон Хомберг[нем.] — немецкий рыцарь-поэт, погиб в бою.

## Апрель
- 13 апреля — Маргарита из Кастелло — святая римско-католической церкви, покровительница отверженных, инвалидов и «нежеланных» детей[1].
- 20 апреля — Уильям II де Соулс, шотландский пограничный дворянин времен войн за независимость, лорд Лиддесдейл и дворецкий Шотландии.

## Май
- 1 мая — Витторио да Сан-Джиминьяно[итал.] — святой римско-католической церкви.
- 2 мая — Джейн Фицджеральд[англ.] — англо-ирландская аристократка графиня-консорт Каррик, жена графа Эдмунда Батлера, мать Джеймса Батлера, 1-го графа Ормонд
- 29 мая — Иоанн VIII[англ.] — патриарх Коптской православной церкви (1300—1320)
- 30 мая — Борис Данилович — князь костромской (1304) (первый костромской князь из московского княжеского дома), князь городецкий (1311—`1320), святой Русской православной церкви

## Июнь
- 1 июня — Магнус Биргерссон[фр.] — шведский принц, сын короля Биргера Магнуссона; казнён
- 5 июня — Петер фон Аспельт[нем.] — епископ Базеля (1297—1306), архиепископ Майнца (1306—1320).
- 20 июня — Роджер ла Варр, английский аристократ, 1-й барон де Ла Варр (с 1299).

## Июль
- 9 июля — Кутб ад-дин Мубарак-шах I — султан Делийского султаната (1316—1320), последний представитель династии Халджи; убит
- 20 июля — Ошин (37) — король Киликийской Армении (1308—1320).
- 27 июля — Генрих Плоцке — ландмейстер Тевтонского ордена в Пруссии (1307—1309), великий комтур Тевтонского ордена (1309—1312), маршал Тевтонского ордена (1312—1320), погиб в битве под Медниками
- Генрих II Дитя — последний маркграф Бранденбурга из рода Асканиев (1319—1320)

## Август
- 18 августа — Адельгейда Вельф[нем.] — дочь Генриха I, герцога Брауншвейг-Грубенхаген, герцогиня-консорт Каринтии и Крайны (1315—1320), жена Генриха Хорутанского.
- 24 августа — Арно д’О, французский кардинал; епископ Пуатье (1306—1312), кардинал-епископ Альбано (1312—1320), камерленго Святой Римской Церкви (1311—1319).
- Дэвид де Брикин, шотландский рыцарь и землевладелец, участник войны за независимость Шотландии.

## Сентябрь
- Мануэль Палеолог[нем.] — византийский принц, сын императора Михаила Палеолога, деспот, убит
- Насир ад-дин Хусроу-шах — султан Делийского султаната (узурпатор) (казнён)

## Октябрь
- 5 октября — Пьетро Паттарини[итал.] — святой римско-католической церкви.
- 12 октября — Михаил IX Палеолог (43) — византийский император (1294—1320), соправитель отца Андроника II Палеолога.
- 23 октября — Ришар II де Сантийи[фр.] — епископ Се (1315—1320)
- 31 октября:
  - Рамон Фольк VI де Кардона — виконт Кардоны (1276—1320);
  - Рикольдо да Монтекроче — доминиканский миссионер, путешественник и писатель.

## Ноябрь
- 26 ноября — Раньери Белфорти[фр.] — епископ Вольтерры (1301—1320)

## Декабрь
- 12 декабря — Чан Ань Тонг[англ.] — вьетнамский император из династии Чан (1293—1314)

## Дата неизвестна или требует уточнения
- Аарон Старший га-Рофе бен Иосеф — караимский учёный, философ-богослов, экзегет, законовед, писатель, литургический поэт и врач.
- Алессандро Новелло[итал.] — епископ Беллуно-Фельтре (1298—1320)
- Анна Палеолог[англ.] — византийская принцесса, дочь императора Михаила IX Палеолога, царица-консорт Эпира, жена Фомы I Комнина Дуки (ок. 1307—1318) и Николая Орсини (1318—1320).
- Анри де Мондевиль, французский хирург, придворный врач Филиппа IV и Людовика X.
- Антониус Андреас[англ.] — испанский теолог
- Бернар Делисье[англ.] — францисканец, выступивший против инквизиции в Каркассоне и Лангедоке, умер в застенках инквизиции[2].
- Вильгельм III Женевский — граф Женевы (1308—1320)
- Григорий Чониадес[англ.] — византийский астроном.
- Джияджак Джакели, грузинская княжна, супруга трапезундского императора Алексея II Великого Комнина.
- Доминик II Ратот, венгерский магнат, глава казначейства (1291—1302), палатин Венгрии (1315—1320).
- Жан д’Аржилльерес[фр.] — епископ Туля (1312—1320).
- Иоанн де Грокейо — французский теоретик музыки.
- Стивен Итон, английский хронист, монах-августинец, каноник приората в Уортере.
- Коррадо Антиохийский[итал.] — граф Лорето (1258—1320), граф Челано и Альба (1268—1320).
- Кудзё Моронори[англ.] — японский государственный деятель, сэссё (1305—1308)), кампаку (1308)
- Лапо Салтарелли[фр.] — итальянский поэт
- Ли Кань — китайский художник.
- Майта Капак — Инка, четвёртый правитель империи инков (ок. 1290—1320).
- Мария Афонсу — побочная дочь короля Португалии Диниша I.
- Моиш II Акош, венгерский магнат, главный виночерпий (1313—1314).
- Низари Кухистани — иранский исмаилитский поэт.
- Оливье III де Клиссон, бретонский аристократ, сын Оливье II де Клиссона.
- Раймонд II де Бо — сеньор де Пюирикар и д’Эгий (1266—1320)
- Рауль ле Бретон[фр.] — средневековый филолог
- Герхард Руде — фогт или комтур самбийский, в Битве под Медниками был захвачен в плен и сожжён в жертву богам.
- Саграморо Корради[итал.] — епископ Мантуи (1307—1320)
- Сперандио[итал.] — епископ Виченцы (1315—1320).
- Томас Уилтон, английский богослов и философ-схоласт.
- Фам Нгу Лао[англ.] — вьетнамский полководец династии Чан и национальный герой Вьетнама, сражавшийся с монгольскими войсками.
- Филиппо Тезауро[англ.] — итальянский художник.
- Чжэн Гуанцзу, китайский драматург.
- Юрий Александрович — князь Углицкий (1302—1320) (последний немосковский князь княжества) и Ростовский (1316—1320)
- Ярослав Васильевич — последний князь независимого Витебского княжества (1297—1320)